# Raz-de-marée de la Sainte-Élisabeth en 1421
Pour les articles homonymes, voir Raz-de-marée de la Sainte-Élisabeth.
Le raz-de-marée de la Sainte-Élisabeth (en néerlandais : Sint-Elisabethsvloed) a lieu en 1421 en Hollande et en Zélande, le jour de la fête de la Sainte Élisabeth de Hongrie qui avait lieu à l'époque le 19 novembre. On l'appelle aussi la seconde inondation de la Sainte-Élisabeth.
Dans la nuit du 18 au 19 novembre 1421, un violent orage éclate au large de la mer du Nord et les digues cèdent en plusieurs endroits. Ces dernières n'étaient plus bien entretenues pour des raisons économiques. Les polders de la région en contrebas sont submergés par les eaux. Les sources estiment que 17 à 72 villages sont submergés, provoquant la mort de 2 000 à 10 000 personnes.
Les terres submergées alors sont encore aujourd'hui sous les eaux. Le parc national De Biesbosch, au sud de Dordrecht, en fait partie. Les parties regagnées sur les eaux sont l'île de Dordrecht, l'île de Hoeksche Waard et une pointe au nord-ouest du Brabant-Septentrional. 
À long terme, cette inondation eut des effets défavorables au développement de Dordrecht. La Striene a disparu. La ville qui auparavant était en concurrence avec la commune voisine de Mont-Sainte-Gertrude en est maintenant séparée mais elle l'est également de son arrière-pays, ce qui nuit au développement de son commerce. De plus, la création par l'inondation de nouvelles voies navigables permet aux marchands d'éviter le marché de Dordrecht. Elle cesse d'être la principale ville de Hollande.

## Commémoration
L'inondation de la Sainte-Élisabeth est représentée sur les vitraux de la cathédrale de Dordrecht.